# 八莫機場
八莫機場（英語：Bhamo Airport）是一座位於緬甸北部克欽邦城市八莫的機場。其主要民航業務為緬甸國內航線。八莫機場於1942年建成，是為大日本軍進攻雲貴地區的前哨站。

## 航空公司與目的地
| 航空公司 | 目的地 |
| -------- | ------ |
| 緬甸航空 | 曼德勒 |
| 仰光航空 | 仰光   |